# Référendums aux Pays-Bas
Les référendums d'initiative populaire sont possibles aux Pays-Bas du 1er juillet 2015 au 10 juillet 2018. 
Toute loi adoptée à l'issue du processus parlementaire et devant entrer en vigueur peut, durant cette période, être soumise à référendum si les signatures de dix mille citoyens sont réunies dans les quatre semaines suivant la proclamation de la loi, à l'exception des lois concernant la monarchie et la famille royale, le budget de l'État, les amendements constitutionnels, les lois s'appliquant aux autres États constitutifs du royaume des Pays-Bas, ainsi que celles devant mettre en œuvre les décisions de traités internationaux, supranationaux, ou les résultats de précédents référendums. 
Une fois cette étape préliminaire franchie, l'entrée en vigueur de la loi concernée est suspendue jusqu'à la fin du processus, la population ayant six semaines pour réunir un minimum de trois cent mille signatures. À défaut, la loi entre en application par décret royal. Sinon, un référendum est organisé. Dans un cas d'un vote positif de la population, ou si le quorum de 30 % de participation n'est pas atteint lors du vote, la loi entre en application par décret royal. Si le résultat est négatif et que le quorum est atteint, la suspension de la loi est maintenue jusqu'à ce que le Parlement décide lors un nouveau vote soit de l'abroger, soit de l'appliquer malgré le vote de la population. 
Une commission permanente sur les référendums renouvelée tous les quatre ans décide de la date de son organisation, de la formulation de la question, du montant des subventions publiques pour les campagnes en faveur du oui et du non, et fournit aux électeurs une documentation neutre sur la question portée au vote.
Le 10 juillet 2018, le référendum d'initiative populaire est officiellement aboli aux Pays-Bas. Utilisé à deux reprises, lors des débats sur l'accord d'association entre l'Ukraine et l'Union européenne de 2016 et à l'occasion du projet de loi sur les services de renseignement de 2018, il est notamment critiqué pour son aspect populiste mais aussi pour la facilité avec laquelle le seuil de signatures requis pouvait être dépassé,.